# Raymond Sabouraud
Raymond Jacques Adrien Sabouraud (Nantes, 24 de noviembre de 1864 - París, 4 de febrero de 1938) fue un médico francés especializado en dermatología y micología. También fue pintor y escultor.
Inventó un método diferencial para el cultivo de hongos con un medio de bajo pH y elevada concentración de azúcar. Este medio es llamado ágar glucosado de Sabouraud en su honor.
En 1904, Sabouraud introdujo el tratamiento radiológico para la dermatofitosis en el cuero cabelludo. Se hizo famoso por su conocimiento sobre enfermedades del cuero cabelludo, a su clínica acudían pacientes de todo el mundo atraídos por su fama en este campo.
Con Ferdinand-Jean Darier (1856-1938) y Henri Gougerot (1881-1955), fue editor de una enciclopedia de ocho volúmenes titulada Nouvelle Pratique Dermatologique.

## Epónimos asociados
- Enfermedad de Gruby-Sabouraud: enfermedad causada por Microsporon audouini.
- Método de Sabouraud: tratamiento radiológico de la dermatofitosis.
- Discos de Sabouraud: discos con bario platino-cianuro y que cambian de color cuando se exponen a los rayos X
- Síndrome de Sabouraud: Monilethrix, enfermedad congénita con pérdida temprana, lenta y progresiva de cabello.
- Instrumento de Sabouraud-Noiré : dosímetro, que mide la cantidad de rayos X, por el método bario platino- mide cantidad de rayos x vía bario platino-cianuro.

- La abreviatura «Sabour.» se emplea para indicar a Raymond Sabouraud como autoridad en la descripción y clasificación científica de los vegetales.[1]